# クリストフ・シュパイデル
クリストフ・シュパイデル（Christophe Szpajdel, 1970年 - ）は、ベルギー・ジャンブルー出身のロゴデザイナー。通称「ロゴの帝王」。バンドロゴをデザインの観点から扱い、高い評価を得ている。現在は、イギリスのデボン州にあるエクセターに住んでいる。

## 人物･作風
1977年、ロックバンドキッスのロゴを見て以来、ロゴの作成に興味を持つようになる。
1989年、ファンジンやバンドのデモテープ等にロゴを提供し始める。
1994年、彼がロゴをデザインしたバンドエンペラーの1stアルバムがリリースされると、瞬く間に彼の名はアンダーグラウンドシーンに広まることとなる。
作品にはアール・ヌーヴォーやアール・デコ、ウィーン分離派の影響が随所にみられる。その作風からダークな人物であると考えられがちだが、普段は森林管理士として働くという意外な一面も持っている。

## 活動
エンペラー、ウルヴズ・イン・ザ・スローン・ルームなど著名なバンドをはじめとした7000以上のバンドのロゴをデザインしている。

### 著書・画集
- 『Lord of the Logos』 単行本 （2010年3月） Die Gestalten Verlag　ISBN 3899552822